# Коломієць Андрій Володимирович
Андрій Володимирович Коломієць (нар. 8 травня 1993, с. Вікторівка, Київська область, Україна) — український політичний в'язень, учасник Революції гідності. З 2017 року відбував «покарання» в Краснодарі у РФ, повернувся до України в липні 2025 року.

## Біографія
Андрій Коломієць народився 7 травня 1993 року у селі Вікторівка, Миронівський район — нині Обухівський район. 2014 року переїхав до Кабардино-Балкарії в РФ, де познайомився з майбутньою дружиною.
В травні 2025 року чоловіка затримали в тимчасово окупованому Симферополі і переправили до Нальчика в Кабардино-Балкарії. Коломійця звинуватили в незаконному зберіганні наркотичних речовин. За словами дружини, силовики підкинули йому пакет маріхуани. Чоловік визнав провину, але згодом відмовився від свідчень, зазначаючи, що його катували струмом. Пізніше додали ще один пункт звинувачення — замах на працівника правоохоронних органів.
Справу слухали в тимчасово окупованому Сімферополі, де живуть двоє колишніх співробітників підрозділу «Беркут», які служать у російській поліції. У Слідчому комітеті заявили, що Андрій намагався «вбити їх» на Майдані, жбурлявши коктейлі Молотова. За словами адвоката, з доказів обвинувачення є лише дві чорно-білі фотографії «обгорілої форми силовиків».
Генеральна прокуратура України повідомила, що будь-які злочини під час Євромайдану розслідуються, а постраждалі «беркутівці» взагалі до українських органів не зверталися. Коломієць по «справі Майдану» не проходить як людина, яка нападала на «беркутівців».
Восени 2016 року Вищий суд Криму відхилив апеляцію та адвокати подали скаргу до Європейського суду з прав людини. У скарзі йдеться про порушення кількох статей Конвенції про захист прав людини.
У 2019 році консул України в Ростові-на-Дону Тарас Малишевський розповів, що Коломійця утримують в колонії Краснодара, де «найбільш жорсткі умови утримання» в порівнянні з іншими колоніями, де перебувають українські політичні в'язні. У червні 2019 року Коломійця засудили до 10 років колонії.
21 вересня 2021 року передав через дружину листа з подякою за підтримку і зазначив, що на обмін вже не сподівався.
У липні 2025 року Коломієць повернувся до України в рамках обміну полоненими. 7 липня РФ депортувала його до грузинського пункту «Дарьялі».

## Сім'я
- Дружина Галина Заліханова (з 15 листопада 2016)[1].
- Має чотирьох дитей.

## Реакція суспільства
- Російська організація «Меморіал» вважала Коломійця політв'язнем та вимагала його звільнення.